# Coupe de la Ligue nationale de football d'Afrique du Sud
La Coupe de la NFL (NFL Cup) était une compétition de football en Afrique du Sud. Existant de 1959 à 1977 durant l'apartheid, elle était réservé aux équipes de la communauté blanche. Sa rivale (la compétition de la communauté noire) était la SASF Cup.
En 1977, la compétition fusionne avec la Life Challenge Cup.

## Palmarès
| Année | Vainqueur             | Finaliste              |
| ----- | --------------------- | ---------------------- |
| 1959  | Johannesbourg Rangers | Germiston Callies      |
| 1960  | Durban City           | Johannesbourg Ramblers |
| 1961  | Highlands Park        | Durban City            |
| 1962  | Durban City           | Johannesbourg Ramblers |
| 1963  | Addington             | Southern Suburbs       |
| 1964  | Durban City           | Jewish Guild           |
| 1965  | Highlands Park        | Arcadia United         |
| 1966  | Highlands Park        | Arcadia United         |
| 1967  | Highlands Park        | Johannesbourg Rangers  |
| 1968  | Durban City           | Highlands Park         |
| 1969  | Maritzburg            | Cape Town City         |
| 1970  | Cape Town City        | Highlands Park         |
| 1971  | Cape Town City        | Durban City            |
| 1972  | Durban United         | Durban City            |
| 1973  | Highlands Park        | Florida Albion         |
| 1974  | Arcadia Shepherds     | Highlands Park         |
| 1975  | Highlands Park        | Arcadia Shepherds      |
| 1976  | Cape Town City        | Hellenic               |
| 1977  | Lusitano              | Durban United          |

## Bilan par club
| Club                  | Titres | Finales perdues |
| --------------------- | ------ | --------------- |
| Highlands Park FC     | 6      | 2               |
| Durban City FC        | 4      | 3               |
| Cape Town City FC     | 3      | 1               |
| Johannesbourg Rangers | 1      | 1               |